# Valdajská vrchovina
Valdajská vrchovina (rusky Валда́йская возвы́шенность, Valdajskaja vozvyšennosť nebo zkráceně Валда́й, Valdaj) je pahorkatina v evropské části Ruska. Dříve se nazývala také Alaunské hory (Алаунские горы) podle starověkého národa Alanů, dnešní název je odvozen ze jména starobylého města Valdaj; kromě něj dalšími významnými sídly jsou Vyšnyj Voloček, Ržev nebo Ostaškov. Krajina je pokryta hustými jehličnatými lesy, jižní část je už od středověku známa jako Okovský les, je významným zdrojem pitné vody. Oblast je důležitým rozvodím: pramení zde řeky Volha (teče do Kaspického moře), Západní Dvina (teče do Baltu) a Dněpr (teče do Černého moře). Jsou tu také velká jezera jako Seliger, Valdajské jezero nebo Volgo.
Zvlněný terén vystupuje z Východoevropské roviny a táhne se v délce cca 600 km; směrem k severu a západu je pahorkatina ohraničena vysokými svahy, kdežto na jihu a východě přechází bez jasně definované hranice do Středoruské vysočiny. Pokrývá území Tverské, Smolenské, Novgorodské a částečně také Leningradské a Pskovské oblasti. Nejvyšším bodem je kóta neoficiálně zvaná Makuška Valdaja nedaleko pramene řeky Cny, která dosahuje výšky 346,9 metrů nad mořem. (Tento poznatek přinesla roku 2001 měření školáků z nedaleké obce v rámci vlastivědného projektu, do té doby byl za nejvyšší bod považován nedaleký rovněž bezejmenný kopec vysoký 346,5 m, kde se nachází plaketa s příslušným textem.)
Reliéf krajiny byl vytvořen morénami v době zalednění severní Evropy, typickými horninami jsou vápenec a břidlice. Nacházejí se zde četné fosilie, těží se rašelina a hnědé uhlí. Nachází se zde Valdajský národní park, Seběžský národní park a Polistovská rezervace. Valdajská vrchovina je využívána také k rekreaci, navštěvují ji lovci, rybáři, houbaři i milovníci vodních sportů. Oblast je známa tradiční architekturou a folklórem.